# Eupithecia pollens
Eupithecia pollens är en fjärilsart som beskrevs av András Vojnits 1981. Eupithecia pollens ingår i släktet Eupithecia och familjen mätare. Inga underarter finns listade i Catalogue of Life.